# Howe (Familienname)
Howe ist ein englischer Familienname.

## Herkunft und Bedeutung
Howe ist ein Wohnstättenname, für jemanden, der auf einem Hügel wohnt; vom mittelenglischen „how“ (hill: engl. für „Hügel“, auch mittelhochdeutsch „Heimstätte‘“).

## Namensträger

### A
- Albert R. Howe (1840–1884), US-amerikanischer Politiker
- Alex Howe (* 1989), US-amerikanischer Biathlet
- Allan Howe (1927–2000), US-amerikanischer Politiker
- Andrew Howe (* 1985), italienischer Leichtathlet
- Anna Mayme Howe (1883–1976), US-amerikanische Mathematikerin und Hochschullehrerin
- Assheton Gore Curzon-Howe (1850–1911), britischer Admiral

### B
- Brian Howe (Politiker) (* 1936), australischer Politiker
- Brian Howe (Musiker) (1953–2020), britischer Rocksänger
- Brian Howe (Schauspieler), US-amerikanischer Schauspieler

### C
- C. D. Howe (Clarence Decatur Howe; 1886–1960), kanadischer Politiker
- Connor Howe (* 2000), kanadischer Eisschnellläufer

### D
- Don Howe (1935–2015), englischer Fußballspieler

### E
- Eddie Howe (* 1977), englischer Fußballspieler und -trainer
- Edgar Watson Howe (1853–1937), US-amerikanischer Schriftsteller
- Elias Howe (1819–1867), US-amerikanischer Erfinder und Unternehmer
- Ellic Howe (1910–1991), britischer Schriftsetzer, Autor und Historiker
- Elspeth Howe, Baroness Howe of Idlicote (1932–2022), britische Politikerin, Life Peeress

### F
- Fanny Howe (1940–2025), US-amerikanische Dichterin und Schriftstellerin
- Florence Howe (1929–2020), US-amerikanische Autorin und Feministin
- Frank E. Howe (1870–1956), US-amerikanischer Politiker
- Frederic C. Howe (1867–1940), US-amerikanischer Jurist, Politiker, Publizist und Reformer
- Frederick Webster Howe (1822–1891), US-amerikanischer Erfinder und Unternehmer

### G
- Geoffrey Howe (1926–2015), britischer Politiker
- Gordie Howe (1928–2016), kanadischer Eishockeyspieler
- Greg Howe (* 1963), US-amerikanischer Gitarrist
- Günter Howe (1908–1968), deutscher Mathematiker und Physiker

### H
- Heidrun Friedel-Howe (* 1943), deutsche Psychologin
- Henry Marion Howe (1848–1922), US-amerikanischer Metallurg
- Herbert Alonzo Howe (1858–1926), US-amerikanischer Astronom und Pädagoge
- Hilary Howe (* 1998), kanadische Volleyballspielerin

### I
- Inge Howe (* 1952), deutsche Politikerin (SPD)
- Irving Howe (1920–1993), US-amerikanischer Literaturwissenschaftler

### J
- Jackson Howe (* 1998), kanadischer Volleyballspieler
- James Howe (Schriftsteller) (* 1946), US-amerikanischer Schriftsteller
- James Lewis Howe (1859–1955), US-amerikanischer Chemiker
- James R. Howe (1839–1914), US-amerikanischer Politiker
- James Wong Howe (1899–1976), US-amerikanischer Kameramann
- Jens Howe (* 1961), deutscher Fechter
- Jeremy Howe (* 1929), britischer Beamter und Komponist
- Johann Howe (1880 – nach 1932), deutscher Politiker (DNVP), MdL Preußen
- John Howe (Bischof) (1920–2001), englischer Geistlicher, Bischof von St Andrews, Dunkeld und Dunblane
- John Howe (Theologe) (1630–1705), englischer Theologe
- John Howe (Historiker) (* 1947), US-amerikanischer Historiker
- John Howe (Illustrator) (* 1957), kanadischer Illustrator
- John Robert Howe (auch Jackie Howe; 1861–1920), australischer Schafscherer
- John W. Howe (Politiker) (1801–1873), US-amerikanischer Politiker
- John W. Howe (Bischof) (* 1942), US-amerikanischer Geistlicher, Bischof von Central Florida
- Joseph Howe (1804–1873), kanadischer Politiker
- Julia Ward Howe (1819–1910), US-amerikanische Dichterin und Schriftstellerin

### K
- Katrina Howe (* 1986), US-amerikanische Biathletin und Skilangläuferin
- Kym Howe (* 1980), australische Leichtathletin

### L
- Linda Moulton Howe (* 1942), US-amerikanische Journalistin
- Liz Howe (1959–2019), britische Ökologin und Herpetologin
- Lois Howe (1864–1964), US-amerikanische Architektin

### M
- Margaret Howe (* 1958), kanadische Sprinterin
- Mark Howe (* 1955), US-amerikanischer Eishockeyspieler
- Mark DeWolfe Howe (1906–1967), US-amerikanischer Jurist und Historiker
- Marshall Avery Howe (1867–1936), US-amerikanischer Botaniker
- Marty Howe (* 1954), US-amerikanischer Eishockeyspieler
- Mary Howe (1882–1964), US-amerikanische Pianistin und Komponistin
- Melvyn Howe (1920–2012), britischer Geograf
- Mike Howe (1965–2021), US-amerikanischer Musiker

### O
- Oscar Howe (1915–1983), US-amerikanischer Künstler

### P
- Paul Howe (* 1965), britischer Schwimmer

### R
- Richard Howe, 1. Earl Howe (1726–1799), britischer Admiral
- Robert Howe (General) (1732–1786), amerikanischer Generalmajor
- Robert Howe (Politiker) (1861–1915), australischer Politiker
- Robert Howe (Diplomat) (1893–1981), britischer Diplomat
- Robert Howe (Fußballspieler) (1903–1979), schottischer Fußballspieler
- Robert Howe (Tennisspieler) (1925–2004), australischer Tennisspieler
- Roger Howe (* 1945), US-amerikanischer Mathematiker

### S
- Samuel Gridley Howe (1801–1876), US-amerikanischer Arzt und Bürgerrechtler
- Steve Howe (* 1947), britischer Gitarrist
- Susan Howe (* 1937), US-amerikanische Dichterin
- Syd Howe (1911–1976), kanadischer Eishockeyspieler

### T
- Thomas Howe (Leichtathlet) (Thomas O’Brien Howe; * 1944), liberianischer Leichtathlet
- Thomas Marshall Howe (1808–1877), US-amerikanischer Politiker
- Thomas Y. Howe junior (1801–1860), US-amerikanischer Politiker
- Timothy Otis Howe (1816–1883), US-amerikanischer Politiker
- Tina Howe (1937–2023), US-amerikanische Dramatikerin
- Tom Howe (* 1977), britischer Komponist
- Tyrone Howe (* 1971), irischer Rugby-Union-Spieler

### V
- Vic Howe († 2015), kanadischer Eishockeyspieler

### W
- William Howe, 5. Viscount Howe (1729–1814), britischer General
- William Howe (Ingenieur) (1803–1852), US-amerikanischer Bauingenieur
- William Henry Howe (1846–1929), US-amerikanischer Maler
- William Wirt Howe (1833–1909), US-amerikanischer Jurist